# 9026 Denevi
9026 Denevi eller 1988 ST2 är en asteroid i huvudbältet som upptäcktes den 16 september 1988 av den amerikanska astronomen Schelte J. Bus vid Cerro Tololo. Den är uppkallad efter amerikanen Brett W. Denevi.
Asteroiden har en diameter på ungefär 11 kilometer  och den tillhör asteroidgruppen Themis.